# Kalvebodbroerne

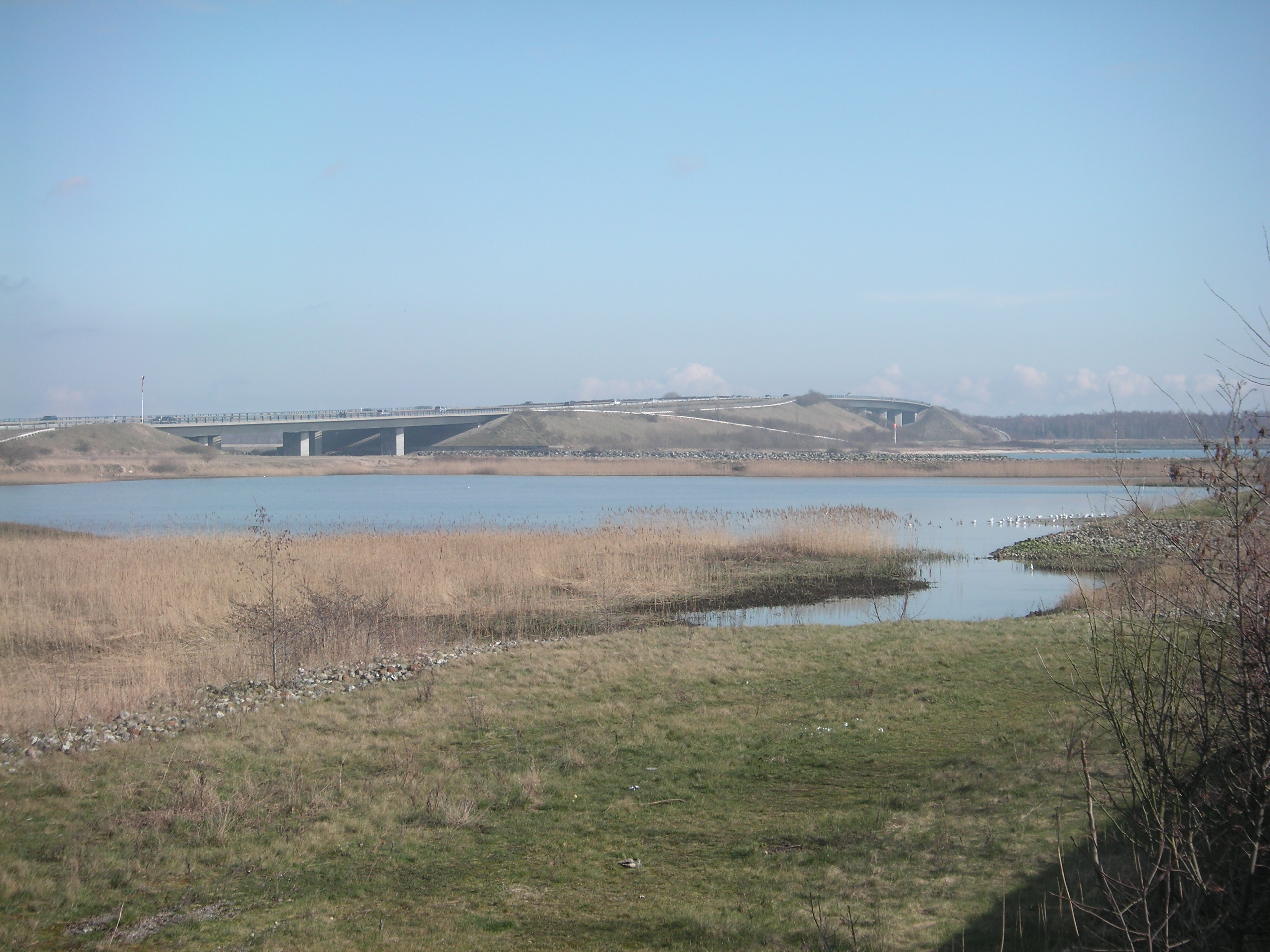
Kalvebodbroerne från Avedøre Holme i Hvidovre kommun

Kalvebodbroerne är två parallellt gående motorvägsbroar i södra Köpenhamnsområdet, över sundet Kalveboderne. Förbindelsen är ca 1 km lång[källa behövs] mellan Avedøre Holme på Själland och Amager Vest på Amager.
De byggdes 1982-1987 och har likt Öresundsbron en konstgjord ö i mitten (Skrædderholmen). Förbindelsen består av två västliga broar, (Sorterendebroerne) från Själland till Skrædderholmen, samt två östliga broar (Kalvebodbroerne) från Skrædderholmen till Amager.
Broarna byggdes för att få en effektivare förbindelse till Amager, som bland annat har Köpenhamns storflygplats Kastrup. Även innan Öresundsbron byggdes gick mycket av vägtrafiken till Sverige via Amager (färjeförbindelsen Dragör-Limhamn). Den tidigare huvudvägen gick längre norrut, via Sjællandsbroen (invigd 1959) närmare centrala Köpenhamn, vilket för många trafikanter innebar en tidsödande omväg. 
Vägen på broarna är motorväg, men den är även försedd med en gång- och cykelväg på sidan som är helt skild från motorvägen. Broarna utgör en del av Amagermotorvejen och ingår liksom Öresundsbron i europaväg E20.